# Operatie Derry
Operatie Derry was de codenaam voor een SAS-operatie in Bretagne, Frankrijk. 

## Geschiedenis
De SAS dropte op 5 augustus 1944 negenentachtig Fransen van het 3e Franse Parachutistenbataljon nabij Cabo Finisterre. De manschappen hadden als taak meegekregen het intact veroveren en verdedigen van de viaducten bij Morlaix en Plougastel. Daarnaast moesten ze verwarring zaaien achter de linies en de Duitsers proberen te isoleren. Als derde opdracht hadden ze het coördineren en leiden van verzetsacties. De eenheid slaagde in al hun opdrachten en rondde de operatie zo met succes af.